# Porta Carmental
A Porta Carmental (em latim: Porta Carmentalis) foi um porta dupla da Muralha Serviana de Roma. Foi nomeado em homenagem ao templo vizinho dedicado a deusa Carmenta, no canto sudoeste do Monte Capitolino.

## Localização
A Porta Carmental localizava-se nas imediações do canto sudoeste do Monte Capitolino. Comparativamente, sua localização esteve muito próxima da intersecção moderna da Via da Consolação e a Via da Boca da Verdade. Os templos de Mater Matuta e da Fortuna estavam próximos, bem como aquele dedicado a Carmenta, de quem recebeu seu nome. A tumba familiar dos Cláudios, por conseguinte, localizava-se fora da Porta Carmental.
A localização precisa da Porta Carmental permanece incerta, apesar das escavações na área no final dos anos 1930 em diante. O Vico Jugário bifurcou pouco antes de alcançar a Porta Carmental, com um ramo passando através do Fórum Holitório ao fazer uma curva através do sopé do Monte Capitolino, e outro passando através do Fórum Boário para a boca da Cloaca Máxima no Tibre.

## Descrição

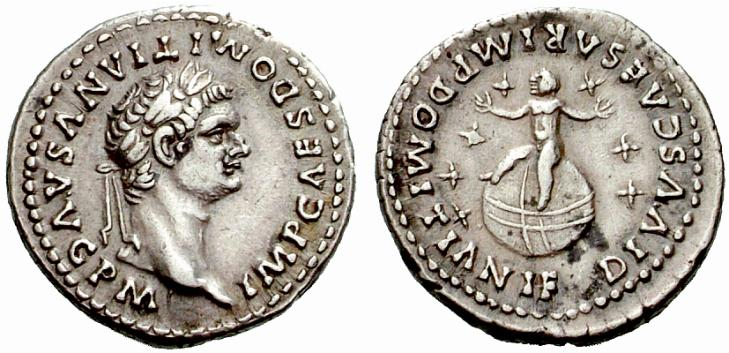
Denário de Domiciano r.

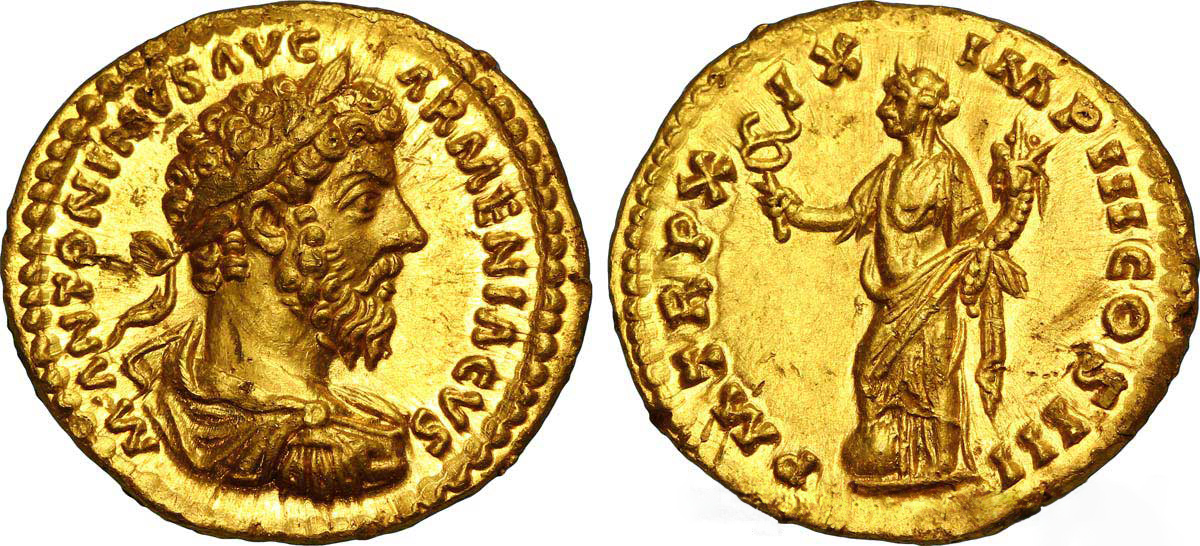
Áureo de Marco Aurélio r.

Os dois arcos da porta parecem ter sido colocados em ângulos, e eram conhecidos por nomes separados. O primeiro deles chamava-se Porta Escelerata (lit. "Porta Maldita"). Segundo a crença do período, era desafortunado aquele que deixasse a cidade através da Escelerata, talvez em associação ao episódio no qual os 306 Fábios que morreram no desastre militar em Crêmera de 479 ou 478 a.C. teriam saído por ela. A natureza amaldiçoada da porta, contudo, provavelmente deriva do transporte de corpos através dela às piras funerárias no Campo de Marte.
O segundo ângulo da Carmental chamava-se Porta Triunfal. Um governador retornando de sua província não podia entrar através desta porta a menos que tivesse sido recompensado com um triunfo. Portanto, deve ter sido rotina usar a Porta Escelerata para entrar, e a Triunfal para sair. Procissões funerais alteravam a direção normal do tráfico para a Escelerata, assim como os triunfos fizeram para a Triunfal. A Augusto foi concedida a honra especial de ter sua procissão funeral saindo pela Triunfal.
Tito Lívio nomeia a Porta Carmental como ponto de entrada para uma procissão ritual realizada em 207 a.C. como parte de um sacrifício expiatório para Juno. Duas vacas brancas foram levadas ao Templo de Apolo Sosiano através da Carmental e junto do Vico Jugário para o fórum. A Carmental foi reconstruída pelo imperador Domiciano (r. 81–96) e foi decorada na parte superior por um grupo escultórico representando um carro triunfal sendo puxado por elefantes. A porta é descrita num relevo datável do reinado de Marco Aurélio (r. 161–180).